# Eerste opstanding
De eerste opstanding is een uitdrukking die is ontleend aan het Nieuwe Testament en staat in Openbaring 20:4-6: "Gelukkig en heilig zijn zij die deelhebben aan de eerste opstanding." Er zijn verschillende interpretaties van de betekenis hiervan. 
In chiliastische bewegingen wordt vaak aangenomen dat het de opstanding is van de overleden christenen sinds Pasen bij de 'eerste wederkomst van Jezus', 'in de lucht'. Dit is wanneer de 'Opname van de gemeente' plaatsvindt en alle christenen, de dan levenden en de herrezen, geoordeeld worden. In die bewegingen is ook sprake van een tweede opstanding en (soms) ook van een derde opstanding:
- De tweede opstanding: Bij de stichting van het duizendjarig vredesrijk worden de overleden christenen die tijdens de heerschappij van de antichrist gewelddadig zijn gestorven (als martelaar) opgewekt waarna zij hun beloning ontvangen.
- De derde opstanding: De algemene opstanding van de rest van alle gestorvenen sinds de eerste mens Adam. Dit vindt plaats op de dag des oordeels.